# Сетивна система
Сетивната система (на латински: Systema sensorium) е система от органи, част от нервната система, която обработва информация, получена от сетивата. Всяка сетивна система се състои от рецептори, нерви и части от мозъка, участващи в сетивните възприятия. При много животни има по няколко отделни сетивни системи – за зрение, слух, осезание, вкус, обоняние. Представлява сложна невродинамична система, която по своята функция и строеж е преди всичко аферентно образувание. Тази функция е продукт на историческото развитие на организма, който в хода на еволюцията се приспособява все по-точно да разграничава свойствата на дразнителите, падащи върху рецепторите.

## Видове сетивни системи
Според начина по който се получава дразнението сетивните системи биват външни и вътрешни:
- Външни
  - Контактна, при която дразнението се получава чрез непосредствен контакт.
    - Кожна сетивна система
    - Вкусова сетивна система

  - Дистантна, при която дразнението се получава от разстояние.
    - Слухова сетивна система
    - Зрителна сетивна система
    - Обонятелна сетивна система
- Вътрешни
  - Проприоцептивна, изградена от мускулни вретена играещи ролята на рецептори за разтягане.
  - Вестибуларна, при която се извършва преразпределение на мускулния тонус и предизвиква мускулни съкращения.
  - Висцерална, свързана с разтягане на стената на гастро-интестиналния тракт.

## Възприятия
В научните среди се води дискусията за това какво точно представлява терминът възприятие и колко са типовете възприятие. Въпреки това нормално се счита, че традиционно има възприятие за допир, вкус, мирис, светлина и звук. Освен тези основни типове възприятия, някои бозайници имат способност да реагират на болка, местоположение в пространството, движение на части от собственото тяло и температура. Някои други животни са способни да усещат магнитни и електрични полета.

## Рецептори
Началните етапи на възприятието включват специфичен стимул на чувствителна част от тялото, наречена рецептор. Рецепторите представляват свободни нервни окончания или специализирани клетки, които реагират на точно определен тип стимули (сигнали, дразнения). Различните видове рецептори са максимално чувствителни към точно определен вид дразнител, наречен адекватен дразнител (звук, топлина, светлина, и пр.)

### Класификация
Съществуват много класификации на рецепторите, но следните три са основните, които намират приложение.

#### Според енергията на дразнение
Според енергията на дразнение рецепторите се категоризират в четири основни групи – хеморецептори, фоторецептори, механорецептори и терморецептори. Всички те реагират на различен физичен стимул и трансформират сигнала в т.нар. акционен потенциал. Акционнияt потенциал се придвижва по аферентните нервни пътища към главните участъци на нервната система, например в мозъка, където информацията се обработва и интерпретира.

##### Хеморецептори
Хеморецеторите или хемосензорите са отговорни за възприемането на стимули от химични съединения, като преобразуват сигнала в акционен потенциал. Те са два основни типа:
- Обонятелни хеморецептори – способни са да възприемат дразненето от газообразни и аерозолни химични съединения.
- Вкусови хеморецептори – реагират на разтворени химични съединения.

##### Фоторецептори
Фоторецепторите са способни да преобразуват светлинните (електромагнитни) сигнали в мембранен потенциал.
Коничните клетки (или колбички) са фоторецептори, които реагират на определен цвят на светлината (дължина на електромагнитната вълна). При хората три типа колбички са отговорни за разпознаването на трите основни цвята – син, зелен и червен.
Пръчковидните клетки са фоторецептори, реагиращи на интензитета на светлината, позволяващи зрение при ниски нива на осветление.
Съотношението между пръчките и колбичките корелира с това дали животното е с дневен или нощен ритъм на живот. При хората съотношението пръчковидни клетки:колби е около 20:1, докато при нощните животни, като например горската улулица, това съотношение е около 1000:1.

##### Механорецептори
Механорецепторите са сензорни рецептори, които реагират на механични сили като налягане и усукване . Механорецептори са разположени във вестибуларния апарат и отговарят за усещането за звук и местоположение в пространството, но друга група е разположена в покривните тъкани на тялото и се разделя на четири типа:
- Бавно адаптивни рецептори тип 1, които реагират на постоянен стимул с ниска честота и са отговорни за възприятие за формата на орган или тъкан.
- Бавно адаптивни рецептори тип 2, които реагират на опъване и реагират на относително постоянни стимули.
- Бързо адаптивни рецептори, които реагират на движение.
- Палисадни рецептори, реагиращи на високочестотни стимулации и даващи усещането за много лек досег.

##### Терморецептори
Терморецепторите се отговорни за сигнализирането при промяна в температурата. Въпреки че механизмyt, по който това става, не е напълно изяснен, има достатъчно доказателства за присъствието на два типа терморецптори при бозайници:
- Крушовидни корпускули (рецептори на Краусе) са отговорни за детекцията на повишение на температурата над телесната.
- Руфинови корпускули (рецептори на Руфини) реагират на понижение на температурата под телесната.

#### Според начина, по който се получава дразнението
Според начина, по който се получава дразнението, рецепторите могат да бъдат екстерорецептори (външни) и интерорецептори (вътрешни).

##### Екстерорецептори
Към този вид спадат зрителните, слуховите, тактилните, болевите, температурните, вкусовите и обонятелните рецептори.

##### Интерорецептори
Отнасят се висцерорецепторите на кръвоносните съдове, проприорецепторите на мускулите, ставите и сухожилията, и вестибуларните рецептори на органа на равновесието.

#### Според вида на усещането
Според вида на усещането рецепторите биват: зрителни, вкусови, обонятелни, слухови, тактилни, температурни и болкови.

### Общи свойства на рецепторите

#### Праг на чувствителност
Прагът на чувствителност представлява минималното дразнение, което е способно да възбуди даден рецептор. В зависимост от различни фактори и от моментното физиологично състояние на организма обаче, възбудимостта е различна. Когато дразнението е под прага на чувствителност, не се получава усещане за дразнителя, а при надпрагово дразнение се появява усещане, което нараства с увеличаване на дразнението, като при много големи стойности на дразнението започва да се получава усещане за болка.
В зависимост от това дали усещането е строго локализирано или е по-дифузно, по-разсеяно и дори неясно и смътно чувствителността бива:
- Епикпикритична чувствителност. Кожната, тактилната и болевата рецепция имат по-строга локализация в усета.
- Протопатична чувствителност. Към този вид спада чувствителността за глад образувана при перисталтиката на червата.

#### Диференциален праг
Диференциалният праг е тази минимална промяна в големината на дразнителя, която може да бъде различена. И той, както прага на дразнение се влияе също от много фактори.

## Стимул
Сетивната система е способна да реагира на четири основни показателя на стимулите – вид, интензитет, местоположение и продължителност. Така например моментът на пристигане и фазата на звуковата вълна, носи достатъчна информация за местоположението на източника на звук. Рецепторите реагират на точно определен тип стимули. Механорецепторите анализират информация при допир и натиск, а рецепторите за температура реагират на понижение или повишение на температурата. Активираният рецептор създава акционен потенциал, която носи информация за интензитета на стимула. По този начин типът на рецептора и видът на акционния потенциал се използват от нервната система за идентификация на вида дразнител и неговата сила. Продължителността на стимула или времето на действие се детектира, посредством периода, в който определен тип рецептор е стимулиран.

## Еволюционна диференциация и специализация на анализаторите
В хода на приспособителната еволюция, като се започне от примитивната чувствителност при едноклетъчните и се стигне до анализатора при висшите животни са се проявили няколко тенденции:
- Нарастване на дразнимостта и възбудимостта на рецептора, които в значителна степен превъзхождат тези на нервното влакно.
- Приспособяване на рецептора само към един вид дразнител, който става все по-специфичен или се формира като адекватен за даден вид рецептори.
- Локализация на рецепторите при изграждане на сетивния орган.

Важен фактор в развитието и усложняването на устройството на анализаторите е възможността за движение на животните. Тези които са се приспособили към живот без движение притежават само рецептори, които се възбуждат от пряк контакт. За разлика от тях, тези които се движат активно притежават механизми, приемащи дразненията предимно с предния край на тялото. Причината за концентрацията им в тази част е, че на това място става по-честа интензивна среща с дразнителите.
По-бързото придвижване на тялото стимулира формирането на дистантните анализатори. Такива са зрителен, слухов и отчасти мирисен. С тях животното се информира за свойствата на дразнителя от разстояние. Другият вид анализатори като осезанието и вкуса се наричат контактни. За разлика от дистантните за стимулирането им е нужен пряк контакт.

## Анатомия и физиология на анализаторите

### Вкусов анализатор
При бозайниците рецепторите за четирите основни вкуса са разположени неравномерно върху различните части на езика. При човека чувствителността към сладко е най-силно изразена във върха на езика, към кисело на страничната му повърхност, за горчиво в задната му област и за солено отстрани на езика в предната му част. Вкусовите клетки са групирани във вкусови луковици, а те от своя страна са групирани във вкусови папили. С напредване на възрастта броят им намалява, а чувствителността става все по-ограничена. При хищните животни вкусовият анализатор не е добре развит, поради еднообразието на храната, птиците също имат по-слаба необходимост от развит вкус.
Адекватен дразнител за вкусовата рецепция са разтворимите във вода вещества. Тези, които не са разтворими не могат да предизвикат вкусови усещания и в случая остават безвкусни. Към вкусовата сетивност от значение са и връзките с други анализатори. Това са мирисния и тактилния, както и проприорецепторите на дъвкателната мускулатура. Горещата и студената храна понижават вкусовата чувствителност.

### Обонятелен анализатор
Чрез обонянието се получават мирисни сигнали за наличието в дадена среда на газообразни и диспергирани във въздухообразно състояние вещества. Рецепторният апарат е разположен в т.нар. мирисна област, която се намира в задната част на дорзалната конха и задната горна част на носната преграда. Животни, при които обонянието е добре развито и е от първостепенно значение се наричат макросоматици. За тях обонянието е от съществено значение при търсенето и разпознаването на храната, при комуникацията с други животни, в отбранителното поведение, при придвижването про следи свързани с опасности, при откриване на партньора в сексуалното поведение. Други гръбначни, сред които влизат основно птиците приоритет в сензорния капацитет има зрителната функция, а обонянието остава на заден план. Тези животни се наричат микросоматици. Към тази група спадат и маймуните и човека.
Мирисните рецептори са представени от специализирани олфакторни клетки, които се удължават в периферния си край като тънки косъмчета или фибри. Мирисните косъмчета представляват най-повърхностният рецептор на организма.

### Зрителен анализатор
Зрителният анализатор е най-сложно устроен и чрез него постъпва около 75% от цялата сетивна информация. Посредством зрението организмът получава информация за формата на предметите, тяхната големина и отдалеченост, скорост и направление по време на движението, тяхната подвижност, цвят и степен на оцветеност. Във филогенетичното развитие на зрителния анализатор усъвършенстването му е вървяло в две насоки:
- Преминаване на централния отдел на анализатора към кората на главния мозък. Окото представлява изнесена напред мозъчна част, а самият зрителен нерв се отличава от всички останали нервни пътища в организма.
- Усъвършенстване на оптическата система и рецепторния апарат.

### Висцерален анализатор
Висцералният анализатор заема особено положение в сравнение с всички останали сетива. Реагира на вътрешни мотивационни стимули, които се формират във вътрешната среда на организма. Интерорецептивната сигнализация не е строго диференцирана и локализирана. Поради това висцералните усещания са неясни и неопределени. Обикновено това са общи състояния, които стават по-ясни когато достигнат пределно мотивационно възбуждане, което подтиква животното към неговото удовлетворяване. Такива например са чувствата за жажда, глад, ситост, нужда от уриниране или дефекация, полова възбуда, майчинска грижа за потомството.

### Слухов анализатор
Информацията, постъпваща от слуховия анализатор заема второ място по значение при анализа, който извършват сетивата. Улавя периодичните колебания на въздушните или водните звукови вълни, които се трансформират от механична енергия в нервни импулси, които субективно се приемат като слухово усещане. Отделните елементи на ухото се появяват на различни етапи от хода на еволюцията. Развитието им е свързано с усъвършенстване на анализатора и усилване на постъпващите звукови вълни. Крайната част, която е вътрешното ухо служи и като анализатор на равновесието.

### Анализатор на равновесието
Чрез вестибуларният апарат животните получават информация за позицията и движенията на главата в пространството. Състои се от костен и мембранен лабиринт, а пространството между тях е изпълнено от перилимфа. По този начин може да се оцени позицията на главата в трите измерения на пространството. За поддържане на равновесието и ориентацията в пространството от голямо значение е информацията, която постъпва от зрителния анализатор и на второ място информацията идваща от кожния и мускулоставния анализатор.

### Кожен анализатор

#### Видове сетивност в кожата
Кожният анализатор има приоритет в контакта на организма с външните дразнители. Дължи се на прекия контакт на по-голяма повърхност от тялото, в която са разпръснати рецепторите. Кожната чувствителност се нарича осезание. Някои от рецепторите са разположени по повърхността, други по-дълбоко в кожата. Съответно това поражда и разликите в чувствителността. Отклоненията от нормалната чувствителност се наричат хиперестезия (силна), хипоестезия (слаба) и анестезия (липсва). Усещането, кореспондиращо с някакъв дразнител се нарича парестезия. Общото чевство за допир в зависимост от природата на дразнителя се подразделя на три основни вида кожна чувствителност:
- Чувствителност към контакт и налягане – тактилна чувствителност.
- Термична чувствителност – за топло и студено.
- Болева чувствителнност.

Други класификации определят като самостоятелни е чувствата за сърбеж и мускулното чувство като отделни. Те се отличават с известна неопределеност и затова се описват като междинна форма.
Обща черта на всички видове кожна чувствителност е, че имат общ проводен път и служат преди всичко на инстинкта за самосъхранение. При нисшите животни, където чувствителността на повърхността на тялото е по-ниска се говори за протопатична чувствителност, а при висшите животни тя е епикритична.

#### Сетивни окончания в кожата
Кожните рецептори представляват видоизменени окончания на сетивни нерви, които реагират на точно определен вид кожно усещане. Сетивните окончания в кожата биват три вида:
- Свободни разклонени и навити около космен фоликул нервни окончания.
- Разширени на върха си сетивни окончания, които изпълняват функцията на механорецептори.
  - Дискове на Меркел
  - Телца на Руфини, които са бавно адаптиращи се и разположени в дълбоките фиброзни тъкани.
- Капсулирани, също играещи роля на механорецептори.
  - Телца на Майснер и телца на Пачини (бързо адаптиращи се)
  - Колби на Краузе

Капсулираните и разширените окончания не са необходими за различните кожни усещания. Всички 3 вида кожни усещания могат да се предизвикат в участък от кожата, където хистологично се откриват само свободни нервни окончания. Най-много рецептори за допир има в кожата на пръстите и устните. Също така има много рецептори, разположени около космените фоликули, както и спирално увити около тях свободни нерви окончания.

#### Болка
Болковите рецептори (ноцицептори) представляват свободни нервни окончания намиращи се в почти всички тъкани. Импулсите от тях се предават към централната нервна система (ЦНС). Съществуват няколко вида болка:
- Първична – бърза, добре локализаирана и остра.
- Вторична – бавна, силна и дифузна.
- Дълбока – трудна за локализиране, води до гадене, съпровожда се от потене и повишаване на кръвното налягане.
- Мускулна – когато кръвоснабдяването на даден мускул, който извършва работа се наруши.
- Висцерална – трудна за локализиране, съпровожда се от гадене и вегетативни реакции.
- Отразена – при възпаление на някой вътрешен орган, болката се усеща в някоя соматична област.
- Ирадиираща – когато болката се разпространява към някой по дистален съседен орган или област.

## Видови особености на сетивната система

### Безгръбначни животни
- Плоски червеи (Platyhelminthes)

Поради това, че ресничестите червеи са хищни животни, имат и добре развити сетивни органи. При повечето турбеларии те са групирани предимно в главовия край на организма. При повечето от тях осезателна функция изпълнява цялата кожно-мускулна торба. При някои от тях в предния край има развити чифтни пипала. Чифт очи се намират над мозъчния ганглий. При повечето видове има и допълнителен чифт очи, разположени периферно по предния край на тялото. Очите са просто устроени. Представляват чашка със стени покрити с пигмент. В нея се намират една или няколко зрителни клетки. Поради причината, че светлината пада най-напред върху зрителната част на окото, а след това върху светлочувствителната му част този тип на очите се нарича инвертен. Те са светлочувствителни, но не дават ясен образ. Аурикулите са ухоподобни образувания, разположени в главовия край. Функцията им е обонятелна. При някои видове странично на главата се намират хеморецептори. Много видове притежават и равновесни органи – статоцисти.
При ларвните форми на някои трематоди, които имат свободно живеещи фази, съществуват кожни рецептори и прости очи, подобни на инверторните при турбелариите.
Единствените осезателни органи при тениите са чувствителните сенсили, разположени предимно по сколекса.
- Немертини (Nemertea)

Върху главовия край имат един, два и по-рядко повече чифта прости очички. Странично на главата има и две постоянни вдлъбнатини, постлани с ресничест епител и допиращи непосредствено мозъчните ганглии. Предполага се, че това са органи за химически усет.
- Кръгли червеи (Nematoda)

При този тип олганизми сетивните органи са слабо развити. Представени са от осезателни четинки и пипала, разположени около устата. Някои нематоди притежават и специални органи за химически усет – амфиди. Притежават и примитивни очи във вид на чашка и разположена над нея кутикуларна леща.
- Прешленести червеи (Annelida)

При полихетите има много и добре развити сетивни органи. По повърхността на тялото им има много чувствителни клетки. В главовия край чувствителна функция имат антените, палпите, специални ресничести ямки на простомиума. Много видове притежават и органи на равновесието – статоцисти и зрителни органи. Очите са една или две двойки разположени на простомиума. Много видове, водещи уседнал начин на живот имат очи и на главовите палпи.
При малочетинестите червеи осезателните органи са по-слабо развити. При тях се откриват зрителни петна, с помощта на които организмите отдиференцираг светлината и тъмнината. При малко водни олигохети съществуват прости очи.
Пиявиците притежават във всеки сегмент т.нар. „чашковидни органи“, за които се приема че са органи за химически усет.
- Мекотели (Mollusca)

Охлювите притежават сложно устроени осезателни органи. Очите са разположени в основата или върха на втория чифт пипала. Различават се по строеж – от прости пигментирани при род Patella до сложни с типична леща и стъкловидно тяло при представителите на род Fissurella. Притежават органи за химически усет, наречени осфрадии. Разположени са в основата на хрилете. Някои охлюви притежават множество листовидни разклонения. Предният чифт пипала, разположени на главата притежават вкусови и обонятелни функции. Органите за равновесие, статоцисти се срещат едновременно при сухоземните и водните охлюви. Разположени са в предната част на крачето, близо до главата. Представляват малки разтворени празнини, покрити отвътре с чувствителни ресничести клетки. Образуваната празнина е изпълнена с течност, в която плуват варовити телца, наречени статолити. Така според положението на тялото те натискат едни или други чувствителни клетки и така охлювът получава информация за положението на тялото.
При мидите осезателни органи за допир и химически усет са двете устни пипала, разположени от двете страни на устата. Очи липсват или са слабо развити и се намират по ръба на мантията като вторично развити органи.
Главоногите, наред с насекомите притежават една от най-сложно устроените сетивна система при безгръбначните. Прости очи наутилоиден тип имат само при нисшите представители, а останалите имат големи сложни очи. Някои дълбоководни представители имат светещи органи. Намират се по различни части на тялото и светят със синя светлина. Притежават и осфрадии и статоцисти.
- Членестоноги (Arthropoda)

Ракообразните притежават просто науплиално око и чифт сложни фасетни очи. Осезателна функция имат и множеството четинки, разположени предимно по антените, антенулите, крайниците и други части на тялото. Антенулите имат и специални органи за химически усет. Ракообразните притежават и органи за равновесие – статоцисти. При висшите са разположени в първото антенално членче и представляват вдлъбване на кутикулата. Вътрешната повърхност е покрита с чувствителни четинки, в която плуват една или няколко песъчинки. При линеене песъчинките се изхвърлят с линеещата кутикула и всеки път раците, посредством щипките си добавят нови песъчинки в отвора, които да изпълняват ролята на статолити.
При паякообразните простите очи са представени с различен брой, фасетните са две. Върху педипалпите притежават особено чувствителни четинки, наречени трихоботрии. Обонятелна функция изпълняват лировидни органи, намиращи се по кутикулата.
Насекомите притежават множество рецептори, разположени в различни части на тялото. Най-просто устроени са трихоидните сенсили. Биват пластинковидни кутикулни образувания, трихоми или четинки, свързани с нервно окончание. Разположени са неравномерно по тялото и са основно концентрирани в областта на устния апарат, антените и крайниците. Други хордотонални сенсили възприемат трептенията на субстрата и околната среда. При някои насекоми те са се специализирали в сложно устроени слухови органи. При скакалците например се наричат тимпанални органи. Към механорецепторите спадат и специализираните рецептори за движението на въздушните и водни течения, за равновесието на тялото и положението му в пространството. Други рецептори, наречени хеморецепторни сенсили са специализирани за химически усет. Разположени са върху антените, устните органи, крайниците и други части на тялото. Те са особено развити при пеперудите. Фоторецепторите са специализирани в сложно устроени фасетни очи и прости очи, наречени оцели.

### Гръбначни животни

#### Риби
- Главохордови (Acraniata)

Наблюдава се разпространение на светлочувствителни клетки по цялата повърхност на тялото. В предната половина на тялото е разположена обонятелна трапчинка. Развити са и вкуса и обонянието.
- Кръглоустни (Cyclostomata)

Обонятелният орган е нечифтен и представлява обонятелна ноздра с обонятелни клетки. Очите са слабо развити – липсват склера и корнея. В предната гръбна част са разположени рецепторите на страничната линия. Представляват малки подутинки, които възприемат механичните трептения на водата. На главата си имат и малък електрически орган, чрез който кръглоустите се ориентират в разпознаването на други организми и препятствия.
- Хрущялни риби (Chondrichthyes)

Притежават добре развито обоняние. Развити са обонятелни трапчинки, които се свързват, чрез бразди в устата. Очите са големи, но виждат само на близко разстояние. По страничната част на тялото минава канал на страничната линия. Свързва се с външната среда посредством малки пори. По стените му са разположени чувствителни клетки. Страничната линия улавя и най-слабите вълни като действието и е на принципа на ехолокацията.
- Костни риби (Osteichthyes)

Обонятелните торбички са свързани с ноздрите, които имат преден и заден отвор. В устата, по мустачките, плавниците и други места са разположени вкусови папили. Страничната линия наподобява тази на хрущялните риби. По кожата има множество осезателни и терморецептори. Очите са добре развити. Повечето риби могат за възприемат цветовете. Ухото е само вътрешно, затворено в хрущялна капсула.

#### Четирикраки
- Земноводни (Amphibia)

Като последица от еволюционната връзка с рибите при ларвните форми и представителите, които изцяло живеят във водата се среща органът на страничната линия. При сухоземните представители органите и са разпръснати по тялото и особено по главата. Очите са пригодени за въздушна среда. Лещата им е по-изпъкнала от тази на рибите и притежават клепачи и мигателна ципа. Появява се и средно ухо, което усилва звуковите вълни. Външният отвор е затворен с тъпанчева мембрана. От вътрешната страна върху нея опира костица, наречена стреме. Тя предава звуковите дразнения посредством мембрана към вътрешното ухо. В средното ухо се отваря и единия край на Евстахиевата тръба, а другия край достига до устната кухина. Така се постига изравняване на налягането между външната среда и средното ухо. Под водата звуковите вълни се приемат от повърхността на тялото и чрез венозната и лимфната система се прехвърлят към вътрешното ухо. Обонянието е добре разнито. Въздухът навлиза през хоаните и преминава през обонятелните пътища. Те са постлани от специфичен епител. Оттук започва обонятелния нерв.
- Влечуги (Reptilia)

Подобно на земноводните и очите на влечугите имат клепачи и мигателна ципа. При някои змии и гущери клепачите са сраснали в прозрачна ципа. При хамелеони, някои агами и игуани очите могат да се движат независимо едно от друго. Така влечугото може да следи жертвата си като остава неподвижно. Слуховият орган е сходен с този на земноводните. При змиите липсва тъпанче, а улавят сеизмичните вълни от субстрата. При намирането на храна важна роля имат хеморецепторите. Обонятелните органи са два чифтни отвора. Под хоаните е разположен Якобсоновият орган, който долавя миризмите, донесени от езика.
Някои змии притежават терморецептори и дори термолокатори. При гърмящите змии например термолокаторът е разположен в ямки между ноздрите и очите. Тези змии могат да регистрират промени в температурата от порядъка на хилядни части от градуса.
- Птици (Aves)

Очите са големи в относителни и абсолютни размери. Остротата на зрението е изключително голяма. Очите на соколоподобните са едни от най-съвършените при всички птици. Анатомично органът на слуха е по-близо до този на крокодилите, но функционално се доближава до бозайниците. Размерът на средното ухо се увеличава. Има зачатъци на външно ухо като е представено от развит ушен канал. Обонянието е слабо и съответства на слабото развитие на обонятелния дял на предния мозък. Вкусът е добре развит и много видове птици разпознават основните вкусове. По повърхността на тялото и в устата има множество осезателни и терморецептори, които допълват сетивните органи на птиците.
- Бозайници (Mammalia)

Зрението е добре развито, но отстъпва на това на птиците. За първи път при бозайниците се появява стереоскопичното зрение. Макар че обекта се гледа с двете очи, в мозъка се възприема един образ. Органите на слуха са също добре развити. Външното ухо е представено от ушна мида и слухов канал. Ушната мида е свързана с мускули и може да се движи по посока на звука, като го улавя и насочва по слуховия канал към тъпанчевата ципа. Вътрешното ухо е съставено от вестибуларен и слухов дял като изпълнява функцията и на орган на равновесието.
При прилепите и много водни бозайници съществува звукова локация (ехолокация). Органът на обонянието е по-добре развит от този на останалите гръбначни животни. Служи за търсене на храна, избягване от врагове, вътревидова и междувидова комуникация. Разположен е в дъното на носната кухина. Съставен е от множество камерки, постлани с обонятелен епител, власинки и рецепторни клетки.
При китоподобните обонятелният апарат е редуциран. Вкусовият орган е развит в различна степен. Представен е от вкусови луковици, в които навлизат окончанията на специфични вкусови нерви. На повърхността папилите завършват с малък отвор. Най-много вкусови папили има по езика и по-малко по останалата част на устата и фаринкса.